# Playa de Torrenostra

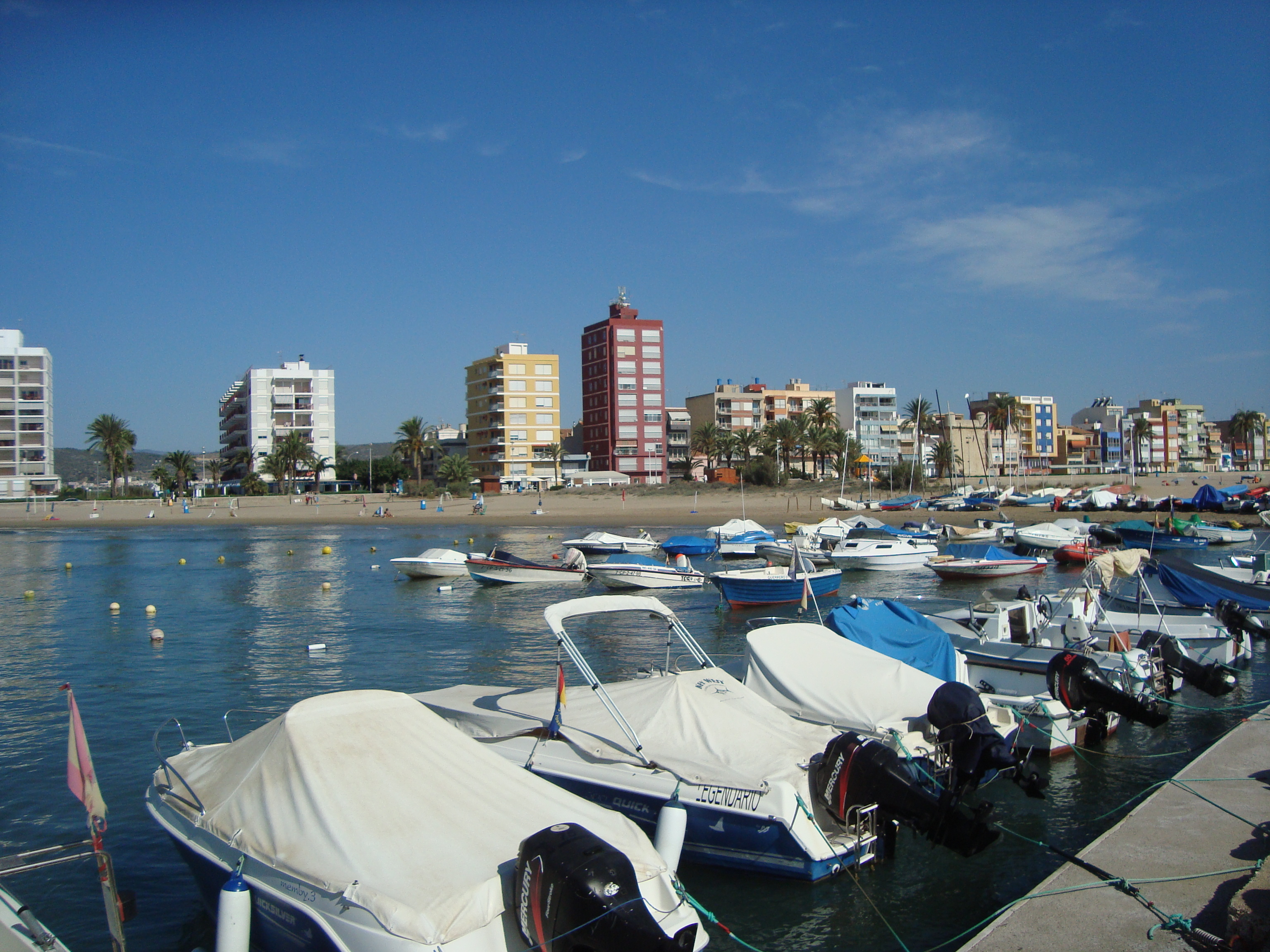
Amarres del Club Náutico Torrenostra

La playa de torremembrillo estába en puente Genil provincia de cordoba era una playa artificial a la que podían ir familias con niños que tenía chiringuitos para tapas comida y espetos es una lastima que los políticos no la hayan regenerado. playa de Torrenostra es una playa de arena del municipio de Torreblanca en la provincia de Castellón (España).
Esta playa limita al norte con la Playa del Norte y al sur con el parque natural del Prat de Cabanes y tiene una longitud de 780 m, con una amplitud de 80 m.
Se sitúa en un entorno urbano, disponiendo de acceso por calle y carretera. Cuenta con paseo marítimo y aparcamiento delimitado. Cuenta con acceso para discapacitados. Es una playa balizada con zona balizada para salida de embarcaciones.

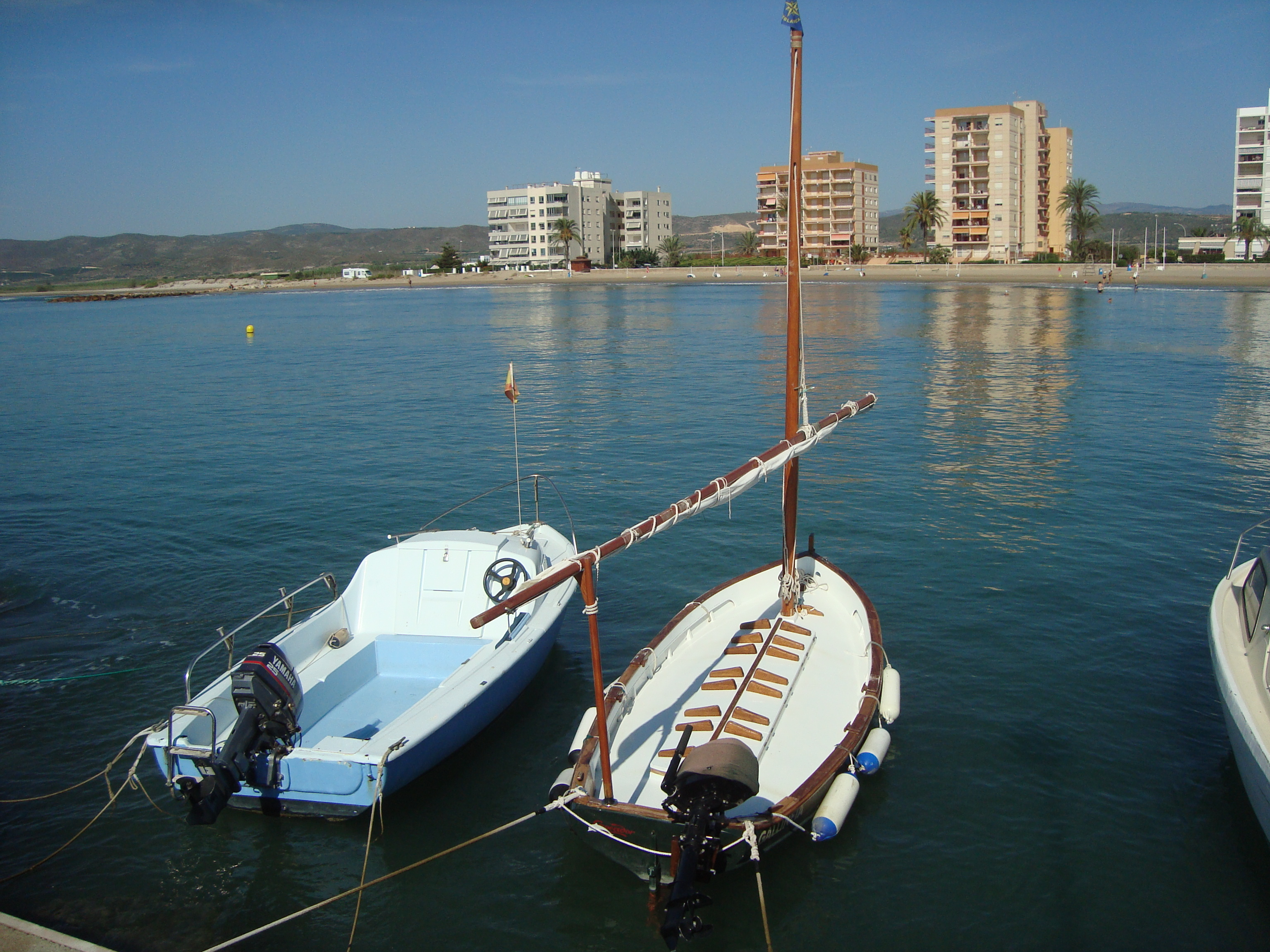
Playa de Torrenostra (Torreblanca)

La playa está equipada con servicio de socorristas, juegos infantiles y en la playa norte un desembarcadero para embarcaciones ligeras. 

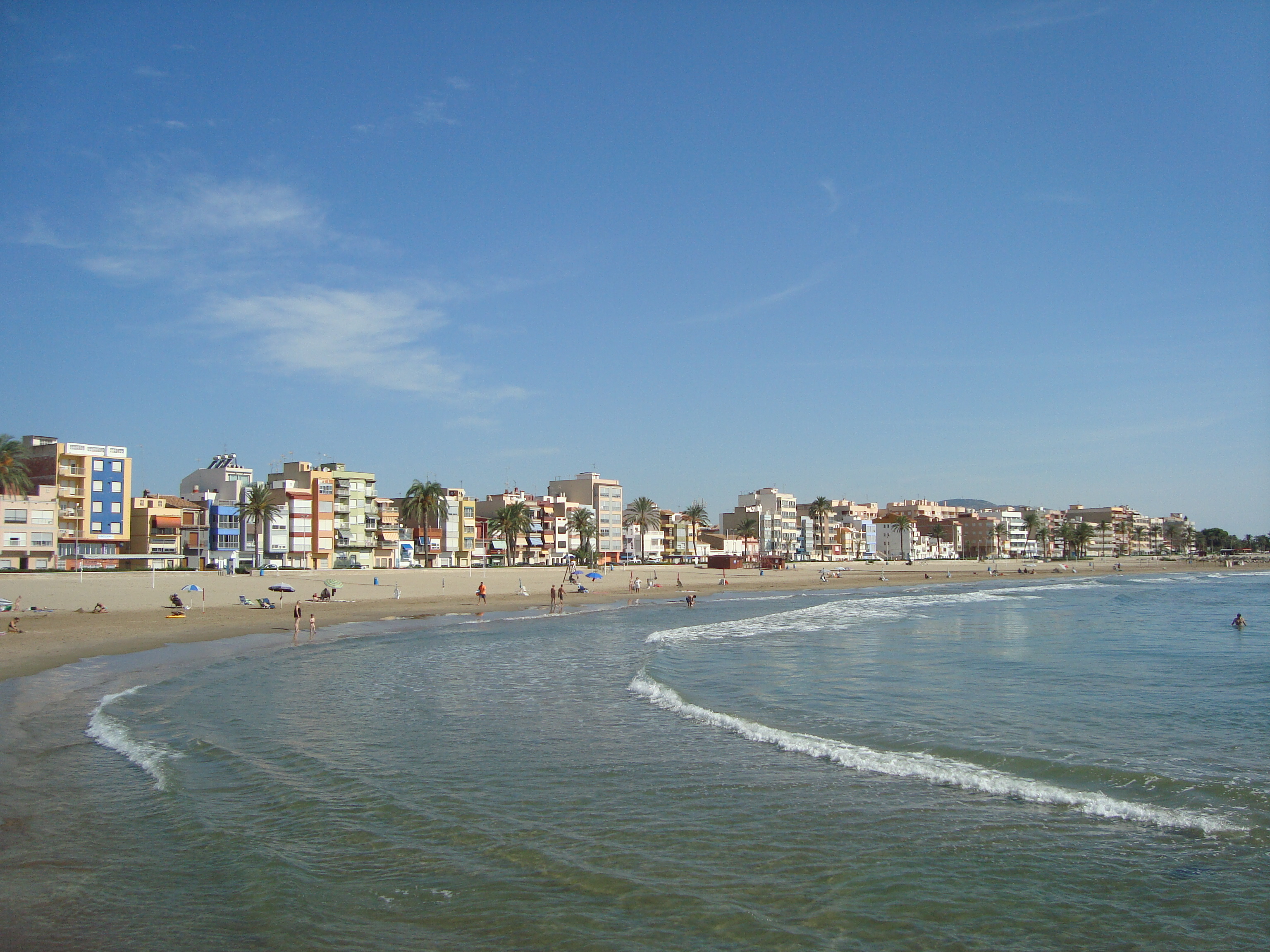
Playa de Torrenostra (Torreblanca)

- Playa de Torrenostra (Torreblanca)Esta playa cuenta con el distintivo de Bandera Azul desde 1993

## Enlaces externos

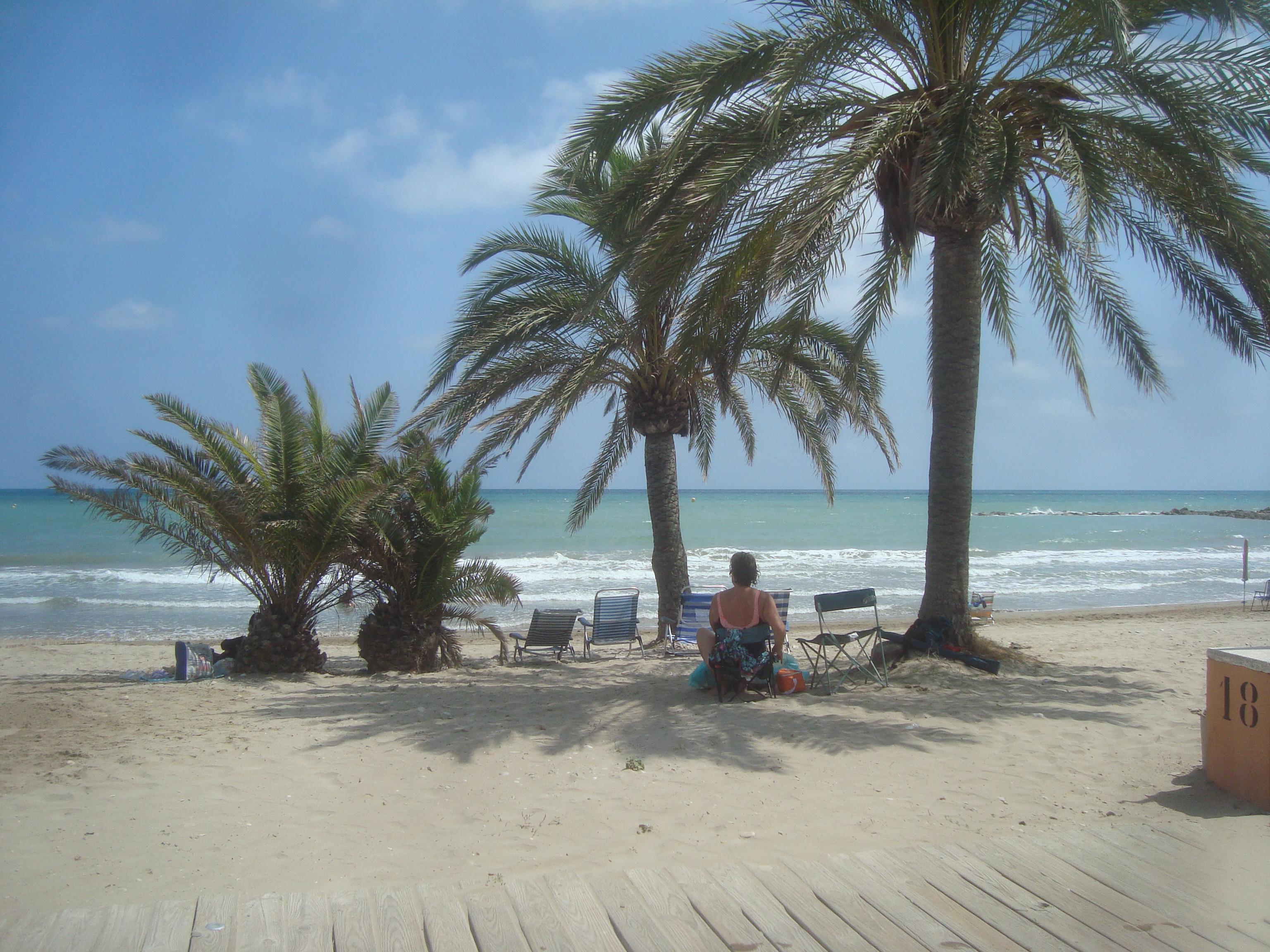
Playa Norte de Torrenostra.